# Caryota sympetala
Caryota sympetala là loài thực vật có hoa thuộc họ Arecaceae. Loài này được Gagnep. mô tả khoa học đầu tiên năm 1937.